# Kim Dae-myung
Kim Dae-myung (sinh ngày 16 tháng 12 năm 1980), là một diễn viên Hàn Quốc. Anh bắt đầu sự nghiệp diễn xuất của mình trên sân khấu nhạc kịch, sau đó nổi tiếng nhờ tham gia phim truyền hình: Mùi đời: Cuộc sống không trọn vẹn (2014).

## Các tác phẩm đã tham gia

### Phim điện ảnh
| Năm      | Tiêu đề                              | Vai diễn                | Ghi chú   |
| -------- | ------------------------------------ | ----------------------- | --------- |
| 2006     | Puzzle                               |                         |           |
| 2010     | The Lost Thing                       |                         | Phim ngắn |
| 2010     | Blue Ocean                           |                         | Phim ngắn |
| 2012     | All Bark No Bite                     | Doo-chang               |           |
| 2013     | The Terror Live                      | Park Shin-woo           | Giọng nói |
| 2014     | Broken                               | Yang Tae-seop           |           |
| 2014     | The Target                           | Jang Gyu-ho             |           |
| 2014     | The Fatal Encounter                  | Kang Yong-hwi           |           |
| 2014     | Tazza: The Hidden Card               | Chủ tiệm Billiards      |           |
| 2014     | My Dictator                          | Diễn viên kịch          |           |
| 2015     | Vẻ đẹp đích thực                     | Woo-jin                 |           |
| 2015     | The Exclusive: Beat The Evil's Tatoo | Han Seung-woo           |           |
| 2015     | Inside Men                           | Phóng viên Goh          |           |
| 2016     | Pandora                              | Gil-seop                |           |
| 2016     | Canola                               | Huấn luyện viên thể dục | Cameo     |
| 2016     | The Last Princess                    | Kim Bong-guk            | Cameo     |
| 2017     | Bluebeard                            | Sung-geun               |           |
| 2018     | Golden Slumber                       | Jang Dong-gyu           |           |
| 2018     | The Drug King                        | Lee Doo-hwan            |           |
| Năm 2020 | Kỳ nghỉ nhớ đời                      | Hwang Man-cheol         |           |
| Năm 2020 | Stone Skipping                       | Seok-goo                |           |

### Phim truyền hình
| Năm  | Tiêu đề                            | Vai diễn          | Mạng |
| ---- | ---------------------------------- | ----------------- | ---- |
| 2014 | Mùi đời: Cuộc sống không trọn vẹn  | Kim Dong-shik     | tvN  |
| 2015 | Phim truyền hình đặc biệt Red Moon | Trang Hiến Thế tử | KBS2 |
| 2016 | The Sound of Your Heart            | Jo Joon           | KBS2 |
| 2020 | Những bác sĩ tài hoa               | Yang Seok-hyung   | tvN  |
| 2021 | Những bác sĩ tài hoa 2             | Yang Seok-hyung   | tvN  |

### Video âm nhạc
| Năm  | Tên bài hát    | Họa sĩ                       |
| ---- | -------------- | ---------------------------- |
| 2015 | "Think of You" | Youngjun ( Brown Eyed Soul ) |

## Sân khấu
| Năm  | Tiêu đề                 | Vai diễn          |
| ---- | ----------------------- | ----------------- |
| 2007 | Come to the Ghost House | Nhà sản xuất      |
| 2007 | Kang Taek-gu            |                   |
| 2007 | Pisces Man              | Kim Jin-man       |
| 2008 | Subway Line 1           | Ttang-soe         |
| 2008 | Kang Full's Babo        | Seung-ryong       |
| 2009 | The Zoo Story           | Peter             |
| 2009 | Assassins               | John Hinckley Jr. |
| 2011 | 한놈 두놈 삑구타고      | Lee Nak-joong     |

## Giải thưởng và đề cử
| Năm  | Giải thưởng                   | Hạng mục                           | Đề cử                             | Kết quả   |
| ---- | ----------------------------- | ---------------------------------- | --------------------------------- | --------- |
| 2015 | 51st Paeksang Arts Awards     | Diễn viên mới xuất sắc nhất (TV)   | Mùi đời: Cuộc sống không trọn vẹn | Đề cử     |
| 2015 | 8th Korea Drama Awards        | Nam diễn viên xuất sắc nhất        | Mùi đời: Cuộc sống không trọn vẹn | Đoạt giải |
| 2015 | 4th APAN Star Awards          | Diễn viên phụ xuất sắc nhất        | Mùi đời: Cuộc sống không trọn vẹn | Đề cử     |
| 2016 | 15th KBS Entertainment Awards | Hot Issue Variety Award            | The Sound of Your Heart           | Đoạt giải |
| 2017 | 1st The Seoul Awards          | Diễn viên phụ xuất sắc nhất (Film) | Bluebeard (2017)                  | Đề cử     |
| 2017 | 26th Buil Film Awards         | Diễn viên phụ xuất sắc nhất        | Bluebeard (2017)                  | Đề cử     |
| 2017 | 38th Blue Dragon Film Awards  | Diễn viên phụ xuất sắc nhất        | Bluebeard (2017)                  | Đề cử     |
| 2018 | 23rd Chunsa Film Art Awards   | Diễn viên phụ xuất sắc nhất        | Bluebeard (2017)                  | Đề cử     |